# Passiflora palmeri
Passiflora palmeri är en passionsblomsväxtart som beskrevs av J. N. Rose. Passiflora palmeri ingår i släktet passionsblommor, och familjen passionsblomsväxter. Inga underarter finns listade i Catalogue of Life.